# Weiler (Boppard)
Weiler is een van de tien Ortsbezirken van de stad Boppard in de Duitse deelstaat Rijnland-Palts. De plaats ligt boven het Ortsbezirk Bad Salzig op een hoogte van circa 235 meter boven de zeespiegel. Tot Weiler wordt ook het luchtkuuroord Fleckertshöhe gerekend, waar zich het hoogste punt van de gemeente Boppard bevindt. Tot de samenvoeging van Weiler bij de stad Boppard op 31 december 1975 was Weiler een zelfstandige gemeente.
In een schenkingsoorkonde van koning Koenraad I aan het Ursulaklooster te Keulen wordt de plaats onder de naam Wilre voor het eerst genoemd.

## Bezienswaardigheden
- De Sint-Petruskerk' Bandenkerk.
- Het aan de wandelroute Rheinburgenweg gelegen uitzichtpunt Ziehlay met het houten beeld van een biddende non van Sigurd Bratzel. Het beeld refereert aan een uitstekende rots, die hier tot de vernieling ervan in het midden van de 20e eeuw stond en vanaf de Rijn de indruk van een biddende non opwekte. Volgens de legende was de rots het versteende beeld van de non Angelika. In de Dertigjarige Oorlog trokken de Zweedse troepen van Gustaaf Adolf al plunderend en moordend door het gebied. Aangekomen bij het niet meer bestaande vrouwenklooster van Weiler wist de non als enige van het vrouwenklooster via een geheime poort aan de moordpartij te ontsnappen. Haar vervolgers ontdekten echter de ontsnapping en achtervolgden haar. Op de Ziehlay aangekomen bad de non aan de soldaten te mogen ontsnappen door zich te laten verstenen. Toen de Zweedse soldaten op de plaats aankwamen was de non verdwenen. Men ging ervan uit dat ze naar beneden was gestort, echter aangekomen aan de Rijn zagen ze de rots waarin ze de versteende Angelika met gevouwen handen herkenden. Het bizarre natuurmonument werd verwoest, nadat tegen het einde van de Tweede Wereldoorlog vijandelijke toestellen hun bommenlast op Bad Salzig en Weiler afwierpen.
- Het uitzichtpunt Dünchen, van waaruit men een mooi uitzicht heeft op Bad Salzig en het aan de overkant van de Rijn gelegen Kamp-Bornhofen met de burchten Sterrenberg en Liebenstein. Bij het uitzichtspunt staat een wegkapel van de Moeder Gods.

## Afbeeldingen

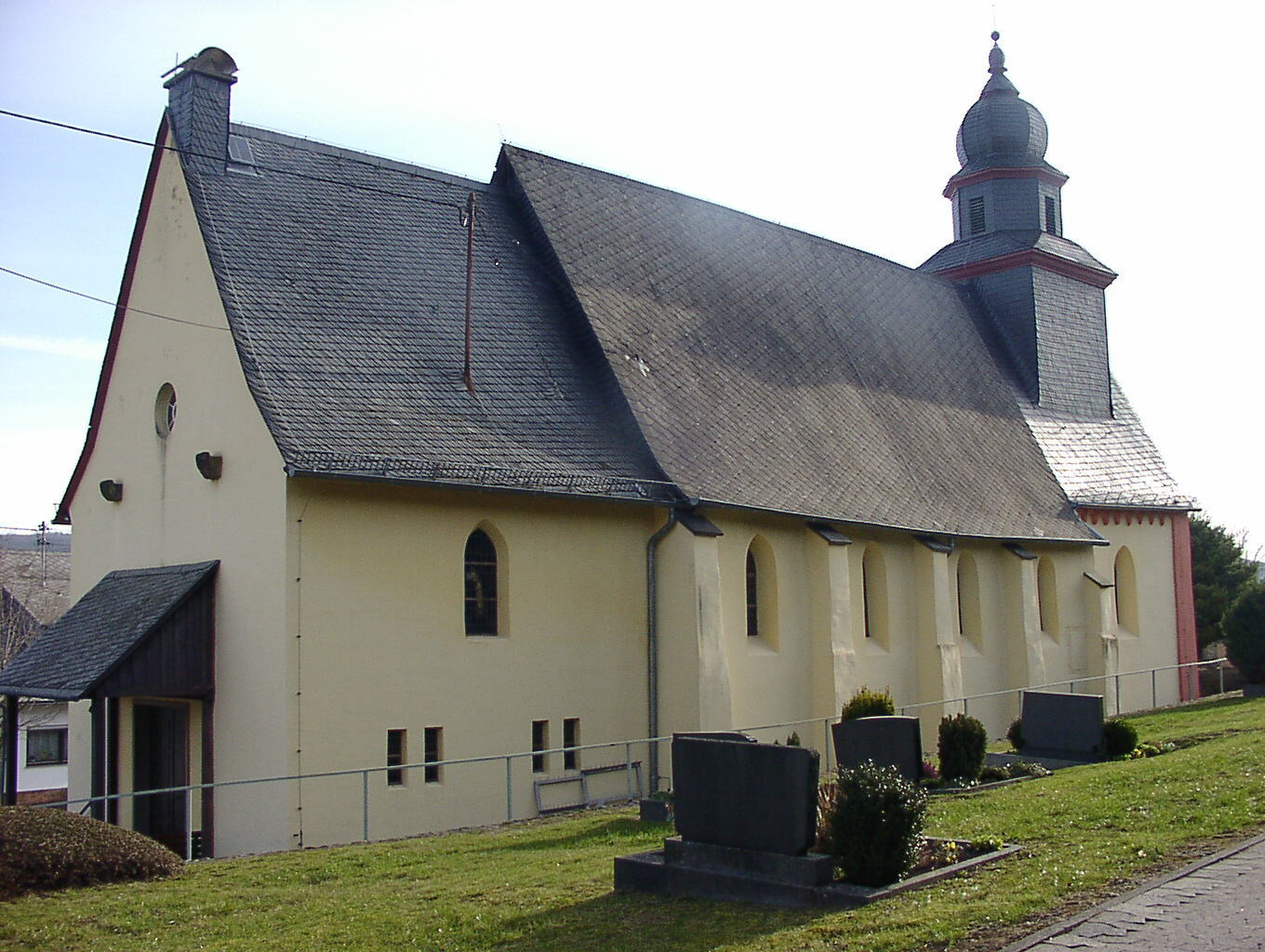
Kerk van Sint-Pieter in de Ketenen
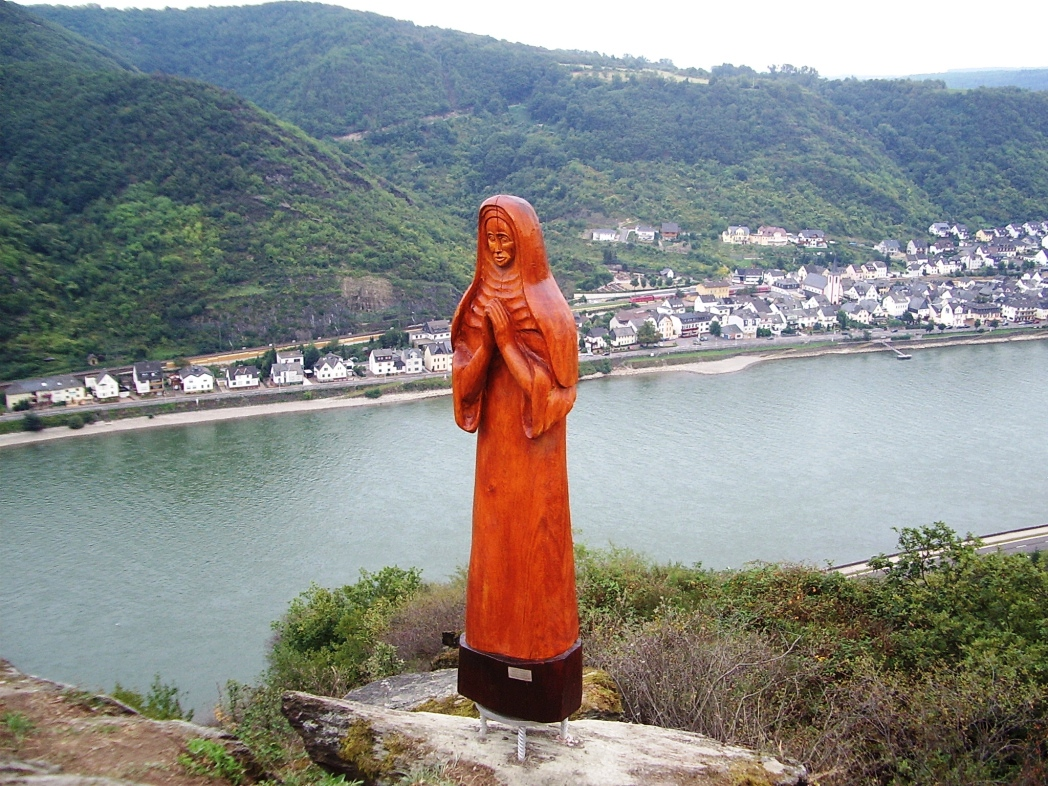
Beeld van de Biddende Non
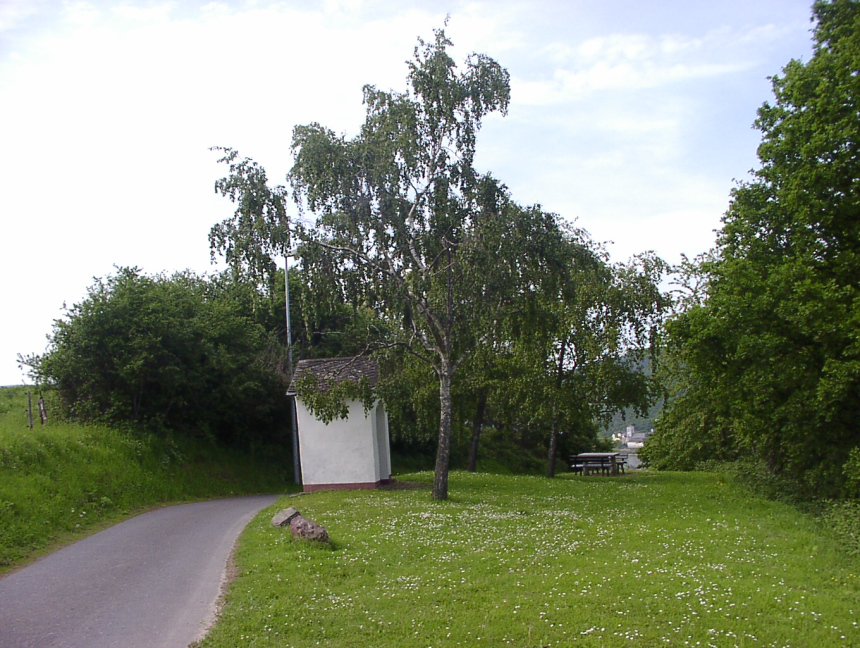
Uitzichtpunt Dünchen